# Bombshell Rocks
Bombshell Rocks var en svensk punkrockgrupp bildad i Västerås 1995 och aktiv till och med år 2022.

## Historia
Bandet bildades 1995 av sångaren Mårten Cedergran, gitarristerna Richard Andersson och Sami Korhonen, basisten Mathias Lindh och trummisen Chrille Hermansson. Man hade tidigare spelat under namnet Down and Out men bytte då till Bombshell Rocks. Gruppen influerades av bland andra The Clash, Rancid och U.S. Bombs.
I början av 1996 släppte Bombshell Rocks en 6-spårs EP med namnet Who's the Real Bastard. Under den här perioden blev Thomas Falk bandets nya trummis och Christian Määttä bandets nya gitarrist efter att Chrille och Sami lämnat bandet. 1997 släppte Bombshell Rocks EP:n Going Up Going Down på det egna skivbolaget Noiseline Rec. Följande år skrev bandet kontrakt med Sidekicks Records som släppte en mini-cd med namnet Underground Radio samma år. 
År 1998 släppte Bombshell Rocks sitt debutalbum Street Art Gallery på skivbolaget Sidekicks Records och kort därefter lämnade Richard Andersson bandet och ersattes av Ola Hjelmberg. Under tiden fick Sveriges då största independentbolag Burning Heart Records upp ögonen för bandets Rancid-influerade streetpunk och efter ett kort tag ingick man ett avtal med dessa, vilket även resulterade i släpp på amerikanska Epitaph Records och japanska JVC som stod för lanseringen i respektive land. Efter omfattande turnéer med band som Millencolin, Dropkick Murphys, 59 Times The Pain, US Bombs och många fler i Europa, USA och Kanada gick bandet in i studion igen år 2000 för att bevisa att debutskivan inte bara var en lyckträff.  
På sitt andra studioalbum, Cityrats & Alleycats (2000), fortsatte bandet med sin råa, snabba och energiska punkrock men produktionen var bättre. Möjligtvis ett resultat som grundade sig på att man valt att samarbeta med samma killar som man jobbade med på Street Art Gallery, Mieszko Talarczyk (Nasum) och Mathias Färm (Millencolin) som tekniker och producenter. Turnéer och support till band som Blink 182 och The Offspring följdes av detta. 
År 2002 spelade man in sitt tredje studioalbum From Here and On i Studio Tonteknik i Umeå (samma studio som Refused spelade in den klassiska The Shape of Punk to Come). Samma år återvände Richard Andersson som gitarrist och Ola Hjelmberg lämnade bandet. 
Sångaren Mårten Cedergran hoppade av bandet 2003 då han ville fokusera på en karriär som tatuerare och bandet fortsatte som en kvartett med gitarristerna Christian Määttä och Richard Andersson på sång. Bandet släppte under 2004 EP:n Love for the Microphone och under 2005 sitt fjärde fullängdsalbum The Conclusion med denna sättning på det finska bolaget Combatrock Industry, amerikanska Sailorsgrave Records och brittiska Household Name Rec. Man turnerade även i Japan för första gången under 2007 och 2008. 
2012 gick bandet ut med att Mårten Cedergran var tillbaka som bandets huvudsakliga sångare och frontman. Man gjorde sin första spelning ihop efter ett helt årtionde på Millencolin 20 Year Festival i Örebro, Sverige. Bandet besökte Brasilien för första gången under december 2013. Bandet släppte i april året därpå en EP-singel med titeln Scars And Tattoos på det San Francisco-baserade skivbolaget Pirates Press Records, med två låtar, "Scars And Tattoos" (A-sida) och "Looking For A Hero" (B-sida).
Den 28 november 2014 släppte bandet ett femte fullängdsalbum, Generation Tranquilized, genom Burning Hearts Records.

## Diskografi

### Album
- Street Art Gallery (1998)
- Cityrats & Alleycats (2000)
- From Here and On (2002)
- The Conclusion (2005)
- Generation Tranquilized (2014)

### EP
- Who's The Real Bastard (1996)
- Going Up Going Down (1997)
- Underground Radio (1998)
- The Will The Message (1999)
- Madhouse (2000)
- Radio Control (2000)
- Love for the Microphone (2004)
- Scars And Tattoos (2014)
- This Time Around (2015)